# Savia (banda)
Savia fue un grupo español de rock alternativo y metal alternativo formado en 2005 por Carlos Escobedo, el que es líder de Sôber, con la ayuda de Alberto Madrid, batería del mismo grupo. 

## Historia
La idea de Carlos Escobedo de formar Savia comenzó en 2004, en la gira del último disco de Sôber: Reddo. A causa de la gran popularidad que por aquel momento tenía Sôber, Carlos Escobedo tuvo la idea de formar un nuevo proyecto musical y comenzar desde el principio. También explicó que esta idea se entendía, al igual que el nacimiento de su hija, como un nuevo nacer. El grupo acabó formándose en 2005, tras el hiato de Sôber. Decidieron llamarse Savia, porque, como dijo Carlos Escobedo en una entrevista, su definición lo dice todo, "fuente que da energía".
Carlos Escobedo y Alberto Madrid grabaron un disco que simbolizaba "la parte más personal de Carlos", el cual se llamó Insensible y salió a la venta el 28 de febrero de 2005. Para completar el grupo y salir de gira encontraron al bajista Jesús Pulido, de Turbolovers y a Fernando Lamoneda, guitarrista de Skunk D.F. Los cuatro grabaron también un segundo disco titulado Savia con la colaboración de Simón Echevarría, también conocido como Big Simon; este disco salió a la venta el 3 de abril de 2006.
En mayo de 2006 viajan a la República Mexicana a promocionar su disco "Savia" en compañía del grupo Mägo de Oz. Durante su visita en México recorrieron 5 de las ciudades más importantes, logrando la asistencia de más de 37.000 espectadores y conformando una gran cantidad de seguidores fieles a Carlos Escobedo y compañía.
El 30 de noviembre de 2006 falleció en un trágico accidente de tráfico el batería Alberto Madrid. Tras este horrible accidente, Savia recobró poco a poco la ilusión y las ganas y el 4 de febrero de 2007 comunicaron la incorporación de un nuevo miembro del grupo, José Antonio Pereira, como nuevo batería, siguiendo el legado que dejó Alberto.
El 25 de septiembre de 2007, editan una reedición de su segundo disco Savia con cinco bonus tracks.
Fragile es el nombre que recibió su tercer trabajo, que vio la luz el 6 de mayo de 2008.
En julio de 2008, José Pereira abandona el puesto de batería, y en su lugar se situó Manu Reyes, procedente del grupo Otra Cara. Manu es hijo de Manuel Reyes, exbatería de Medina Azahara.
El 3 de marzo de 2009, Savia anuncia la incorporación de Manu Carrasco a la guitarra, procedente del grupo Avenues & Silhouettes, a causa de una lesión grave en la mano derecha de Fernando Lamoneda que le impide su movilidad.
El 30 de octubre de 2009, Savia anuncia un parón indefinido, y realizó dos últimos conciertos el 26 y 27 de noviembre conmemorando el día del fan en la Sala Caracol de Madrid; este concierto iba a ser editado en un DVD, pero al final no fue así, dada la vuelta de Sôber el 1 de enero de 2010.
Canciones como "Derrotado", "Insensible", "Agua Para Tu Sed", "En Tu Rincón", "Inmortal" o "Fragile" son algunas de las más conocidas del grupo.

## Miembros

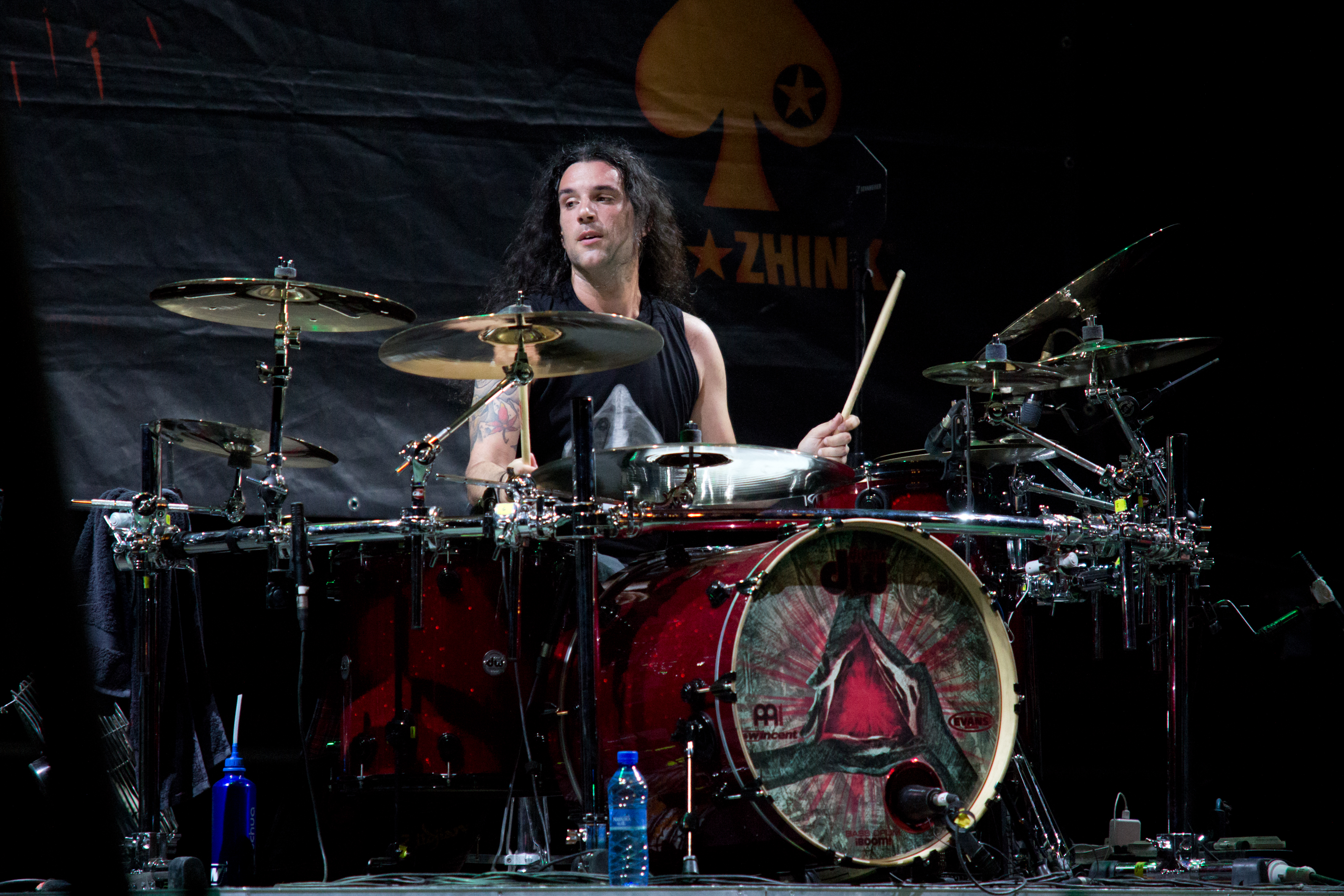
Manu Reyes durante un concierto de Sôber en 2013.

- Carlos Escobedo - Voz / Guitarra
- Jesús Pulido - Bajo
- Manuel Reyes - Batería
- Manu Carrasco - Guitarra

### Anteriores
- Alberto Madrid † - Batería (2005-2006)
- José Antonio Pereira - Batería (2007-2008)
- Fernando Lamoneda - Guitarra (2005-2009)

## Discografía

### Álbumes
| Año  | Álbum                  | Discográfica    |
| ---- | ---------------------- | --------------- |
| 2005 | Insensible             | Universal Music |
| 2006 | Savia                  | Universal Music |
| 2007 | Savia (Edición Deluxe) | Universal Music |
| 2008 | Fragile                | Universal Music |

### Singles / Videos
| Año  | Canción      | Album      |
| ---- | ------------ | ---------- |
| 2005 | Insensible   | Insensible |
| 2005 | En Tu Rincón | Insensible |
| 2006 | Derrotado    | Savia      |
| 2007 | Inmortal     | Savia      |
| 2008 | Fragile      | Fragile    |
| 2009 | Sólido       | Fragile    |